# حاجی خدارحم
حاجی خدارحم، روستایی از توابع بخش مرکزی شهرستان زهک در استان سیستان و بلوچستان ایران است..

## جمعیت
این روستا در دهستان زهک قرار دارد و براساس سرشماری مرکز آمار ایران در سال ۱۳۸۵، جمعیت آن ۱۸۰ نفر (۲۹خانوار) بوده‌است.